# Utsunomiya Brex
L'Utsunomiya Brex (宇都宮ブレックス) è una società cestistica avente sede a Utsunomiya, in Giappone. Fondata nel 2007, gioca in B.League.
La squadra è gestita dalla Tochigi Brex Co., dalla stagione 2016-17, mentre in precedenza era stata amministrata dalla Link Sports Entertainment Co.;  ha sede nella città di Utsunomiya, nella Prefettura di Tochigi, in Giappone, e la sua “madre città” è Kanuma, anch’essa nella Prefettura di Tochigi.
Il nome della squadra, "Brex", è coniata a partire dalla pronuncia del termine inglese "Breakthrough" (cioè “sfondamento” o “superamento di un limite”). Inoltre, la parola "rex" significa Re in latino. In sostanza, il nome “Brex” è una combinazione tra la “B” di basketball e “rex”, con l’intento di rappresentare una squadra che punta a diventare regina del basket.
I colori ufficiali della squadra si ispirano a quelli degli Indiana Pacers, franchigia della National Basketball Association (NBA). Questa scelta è un omaggio agli stessi Pacers, che hanno sede nello Stato dell’Indiana, stato gemellato con la prefettura di Tochigi, e riflette anche l’intenzione di richiamare lo stile di gioco e lo spirito di intrattenimento tipico dell’NBA.

## Storia
Nel dicembre 2004, un gruppo di volontari iniziò le attività necessarie per fondare una squadra di pallacanestro professionistica nella Prefettura di Tochigi. Nel dicembre 2005, raccolsero 15.000 firme a sostegno della creazione della squadra. Nel giugno 2006, il gruppo fece domanda ufficiale per entrare nell’allora Japan Basketball League (JBL), ma la loro richiesta venne respinta un mese dopo; di conseguenza il gruppo presentò nuovamente domanda nel settembre dello stesso anno per la neonata lega inferiore, la Japan Basketball League 2 JBL2.
Nell’aprile 2007, la squadra riuscì a partecipare alla JBL2 dopo il ritiro degli Otsuka Shokai Alphas. Nel giugno 2007 fu deciso il nome della squadra: Tochigi Brex, e la squadra venne lanciata con la città di Utsunomiya come sede e 10 giocatori professionisti sotto contratto.L’ex allenatore degli Otsuka Shokai Alphas, Yoshinori Kaneda, divenne il primo allenatore dei Brex che nella stagione 2007-2008 raggiunsero la finale, sconfiggendo poi i Chiba Jets Funabashi diventando campioni della JBL2.
Quando, nell’agosto 2007, gli OSG Phoenix (oggi San-en NeoPhoenix) si ritirarono dalla JBL, la lega iniziò a reclutare nuove squadre e i Brex presentarono nuovamente domanda per entrare nella Japan Basketball League. Vennero così promossi alla lega di livello superiore, e i diritti di denominazione della squadra furono venduti al principale sponsor, Link & Motivation, che decise di chiamare la squadra Link Tochigi Brex. L’allenatore della squadra divenne Mitsuhiko Katou, che portò con sé i giocatori Yuta Tabuse e Jun Takaku. 

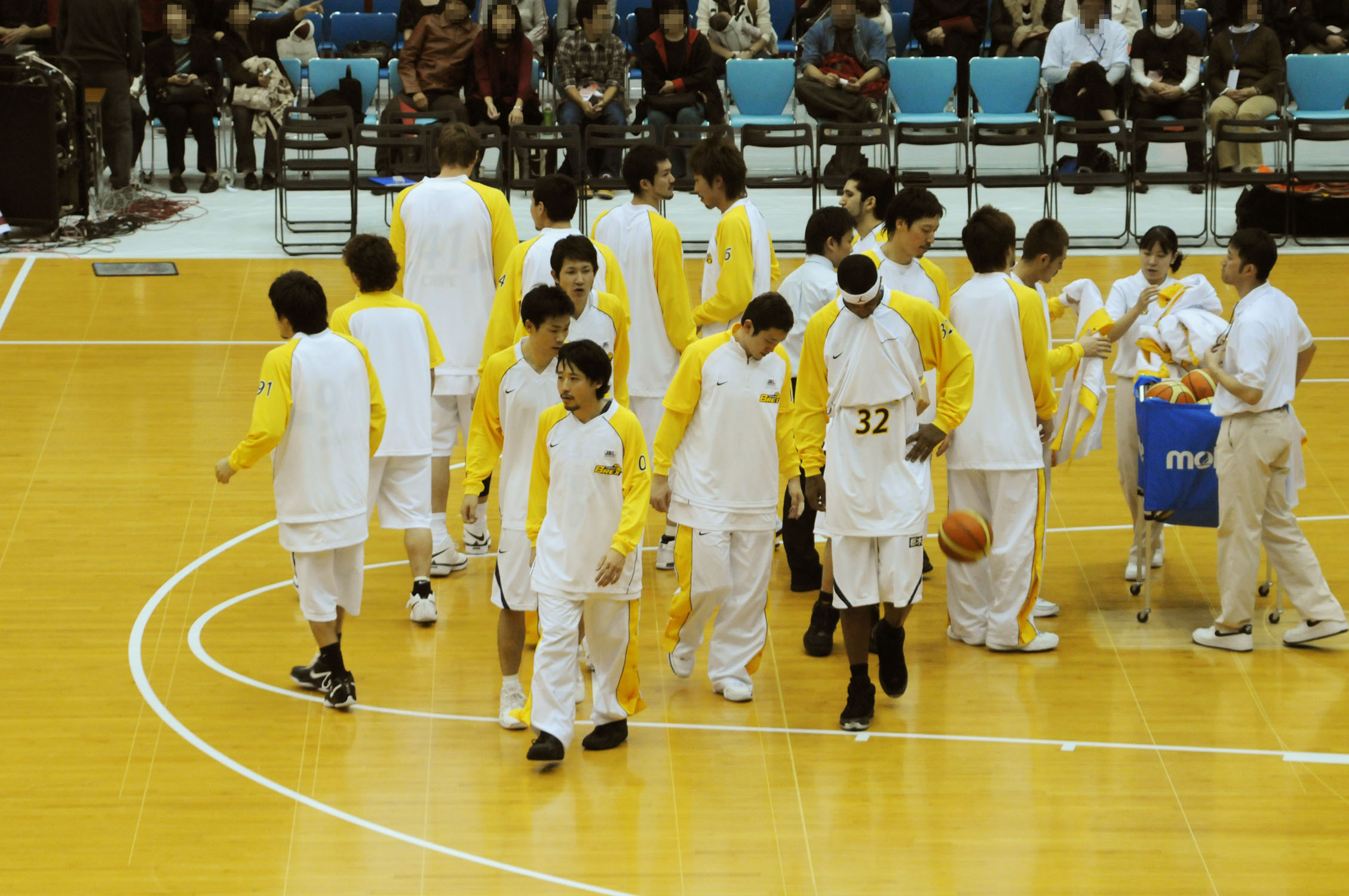
La squadra durante il riscaldamento di una partita della stagione 2008-09

Il 20 marzo 2010, la squadra sconfisse i Mitsubishi Electric Diamond Dolphins (oggi Nagoya Diamond Dolphins) assicurandosi il quarto posto nella stagione regolare e avanzò ai playoff per la prima volta dalla promozione in JBL. Dopo aver sconfitto i Panasonic Trians per 2-1 nella serie delle semifinali, arrivarono in finale contro gli Aisin Seahorses. I Brex Riuscirono a battere i Seahorses per 3-0 e diventarono campioni della Japan Basketball League, per la prima volta nella loro storia.
Dalla stagione 2013-2014 la squadra partecipa alla National Basketball League, lega nata per volontà della federazione giapponese, dove gioca in tutte le tre edizioni in cui questa competizione si è disputata senza però mai arrivare nemmeno alle finali per il titolo.
Con la creazione della B.League nell'ottobre del 2016, il Brex divenne una delle squadre fondatrici della prima divisione, la B.League B1. Il nome ufficiale fu cambiato in Tochigi Brex (senza "Link") e il club mantenne Utsunomiya come sede. La stagione d'esordio nella nuova lega fu un trionfo: con una forte coesione di squadra e il ritorno di giocatori chiave come Yuta Tabuse, i Brex avanzarono fino alla finale della B.League. Il 27 maggio 2017, sconfissero i Kawasaki Brave Thunders per 85-79 nella finalissima e vinsero il primo titolo di campioni della B.League.
Dopo il successo, la squadra cercò di confermarsi, ma la stagione fu più complessa. Il livello della lega si alzò e il Brex faticò a mantenere la stessa costanza; la squadra ottenne lo stesso la qualificazione per i playoff, terminando al sesto posto in classifica la stagione regolare, ma non riuscirono a ripetere l’impresa dell’anno precedente, venendo eliminati per 2-0 dai SeaHorses Mikawa ai quarti di finale.
La squadra continuò a essere competitiva anche nella stagione 2018-2019, piazzandosi al secondo posto nella classifica della stagione regolare. La squadra raggiunse i playoff ma fu eliminata prima di accedere alla finale, uscendo sconfitta per 2-0 nella serie contro i Chiba Jets in semifinale.
Nella stagione 2020-2021, dopo l'annullamento della stagione precedente della pandemia da COVID-19, il campionato riprese con un calendario adattato e misure sanitarie straordinarie, il Brex terminò al primo posto la stagione regolare nella East District, ottenendo l'accesso ai play-off come testa di serie numero uno. La squadra riuscì a raggiunge le finali per il titolo, per la prima volta dal 2017, dove affrontò i Chiba Jets Funabashi. Invece del tradizionale formato a partita secca, la lega introdusse per la prima volta una serie finale al meglio delle tre partite per quella stagione, il Chiba vinse gara 1 con il punteggio di 85-65, ma l'Utsunomiya rispose con una vittoria per 83-59 in gara 2; ma nel quarto quarto della gara 3, i Brex, realizzarono solo 5 tiri su 17 tentativi con uno 0 su 7 da tre, e persero la gara per 71-62, non riuscendo a conquistare il titolo
L'annata successiva, nella stagione 2021-2022 della B.League, il Brex riuscì a raggiungere per il secondo anno consecutivo la serie finale per l'assegnazione del titolo nazionale. Il 29 maggio 2022, la squadra sconfisse i Ryukyu Golden Kings in gara 2 della serie finale, con il risultato di 82-75, e conquistò il suo secondo titolo di campione della B.League.
La stagione 2024-2025 degli Utsunomiya Brex è stata una delle più straordinarie nella storia del club giapponese, culminata con la conquista del terzo titolo nazionale della B.League e del loro primo trionfo internazionale nella Basketball Champions League Asia. Nei playoff della B.League, gli Utsunomiya Brex hanno saputo imporsi con autorità. Dopo aver superato i SeaHorses Mikawa ai quarti di finale e i Chiba Jets in semifinale, si sono ritrovati a sfidare i Ryukyu Golden Kings in una finale molto combattuta. Dopo una vittoria convincente in Gara 1, la sconfitta in Gara 2 ha rimesso tutto in discussione, ma la squadra ha saputo reagire con grande determinazione e si è aggiudicata Gara 3, conquistando così il titolo nazionale. D.J. Newbill è stato uno dei protagonisti assoluti della stagione, premiato sia come MVP del campionato sia delle finali. Il successo è proseguito sul palcoscenico continentale, con la partecipazione alla Basketball Champions League Asia 2025.Dopo aver superato la fase a gironi ed anche i quarti di finale, in semifinale hanno stabilito un record realizzando 19 triple in una sola partita nella vittoria contro il Khasin Khuleguud per 93-71, mentre nella finalissima hanno superato l' Al-Riyadi Beirut, campioni in carica, con una prestazione emozionante culminata con una stoppata decisiva e un tiro da tre punti che ha siglato il successo per 94-93. Anche in questa occasione, D.J. Newbill si è rivelato l’uomo chiave per il successo della squadra, guadagnandosi il titolo di MVP del torneo.

## Arena

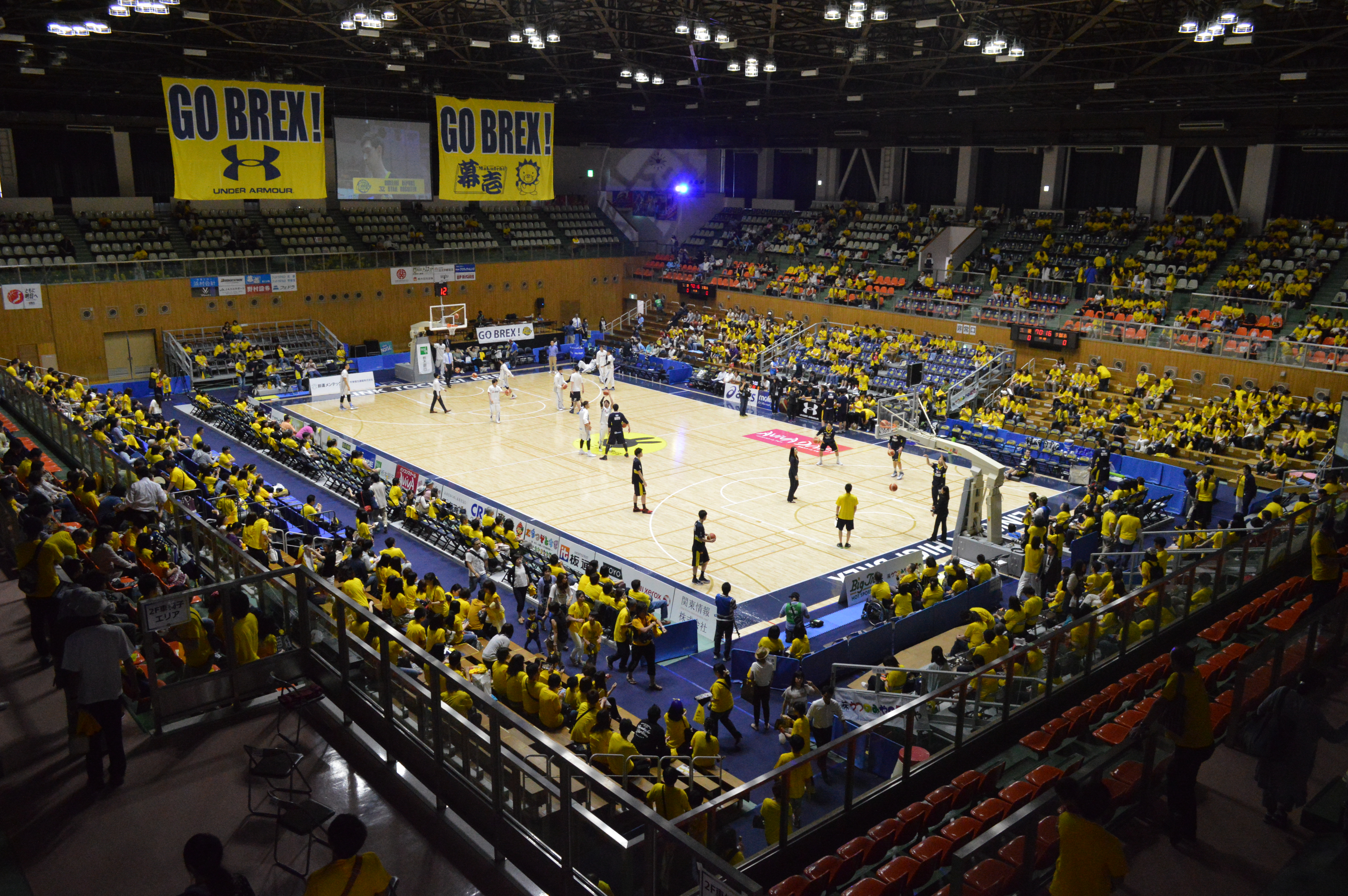
L'interno della Brex Arena Utsunomiya durante una partita dei Brex

La Brex Arena Utsunomiya è il palazzetto dello sport che ospita le partite casalinghe degli Utsunomiya Brex, situato nella città di Utsunomiya, nella prefettura di Tochigi, Giappone. L’arena è di proprietà comunale ed è gestita dall’amministrazione cittadina in collaborazione con il club cestistico.
Originariamente nota come Tochigi Prefectural General Gymnasium, la struttura è stata rinominata in Brex Arena Utsunomiya nel 2014, a seguito di un accordo di naming volto a rafforzare il legame tra la squadra e il territorio locale. L’arena è stata sottoposta a vari lavori di ristrutturazione per adattarla agli standard professionistici della B.League, la lega di basket giapponese, migliorando l’esperienza del pubblico e le dotazioni per atleti e media.
La struttura può ospitare circa 4.500 spettatori e dispone di un campo centrale polifunzionale, utilizzato principalmente per il basket, ma anche per altri eventi sportivi, culturali e concerti.

## Palmarès

### Titoli nazionali

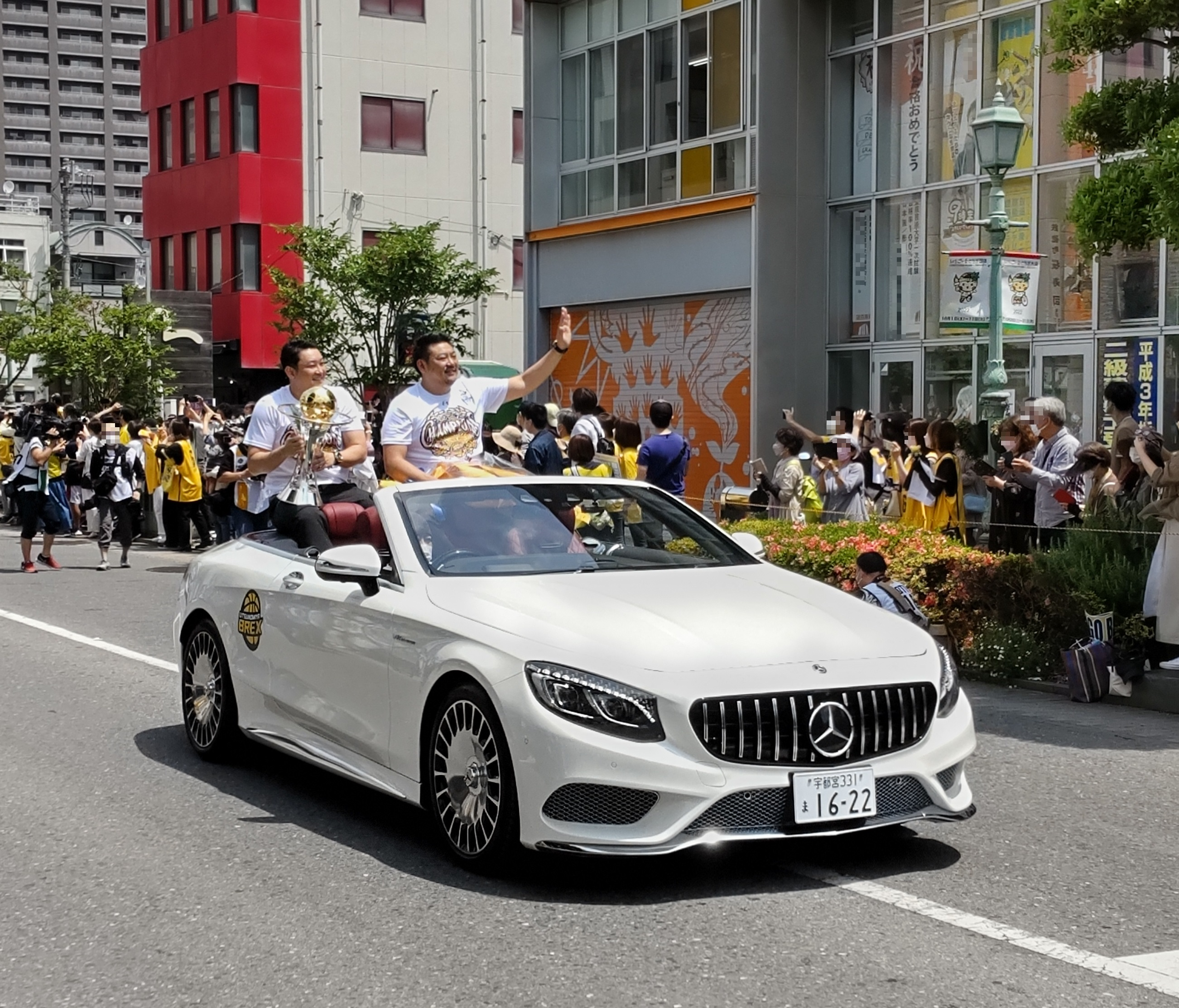
Ryūzō Anzai con il trofeo della B.League 21-22, durante la parata per la vittoria

- B1 League: 3

2016-17, 2021-22, 2024-25
- Japan Basketball League: 1

2009-10
- Japan Basketball League 2: 1

2007-08

### Titoli internazionali
- Basketball Champions League Asia: 1

2025

## Organico attuale
Organico per la stagione sportiva 2024-2025

## Cestisti
Giocatori locali
- Tomō Amino (2011–2012)
- Seiya Andō (2014–2015)
- Ryūzō Anzai (2007–2010)

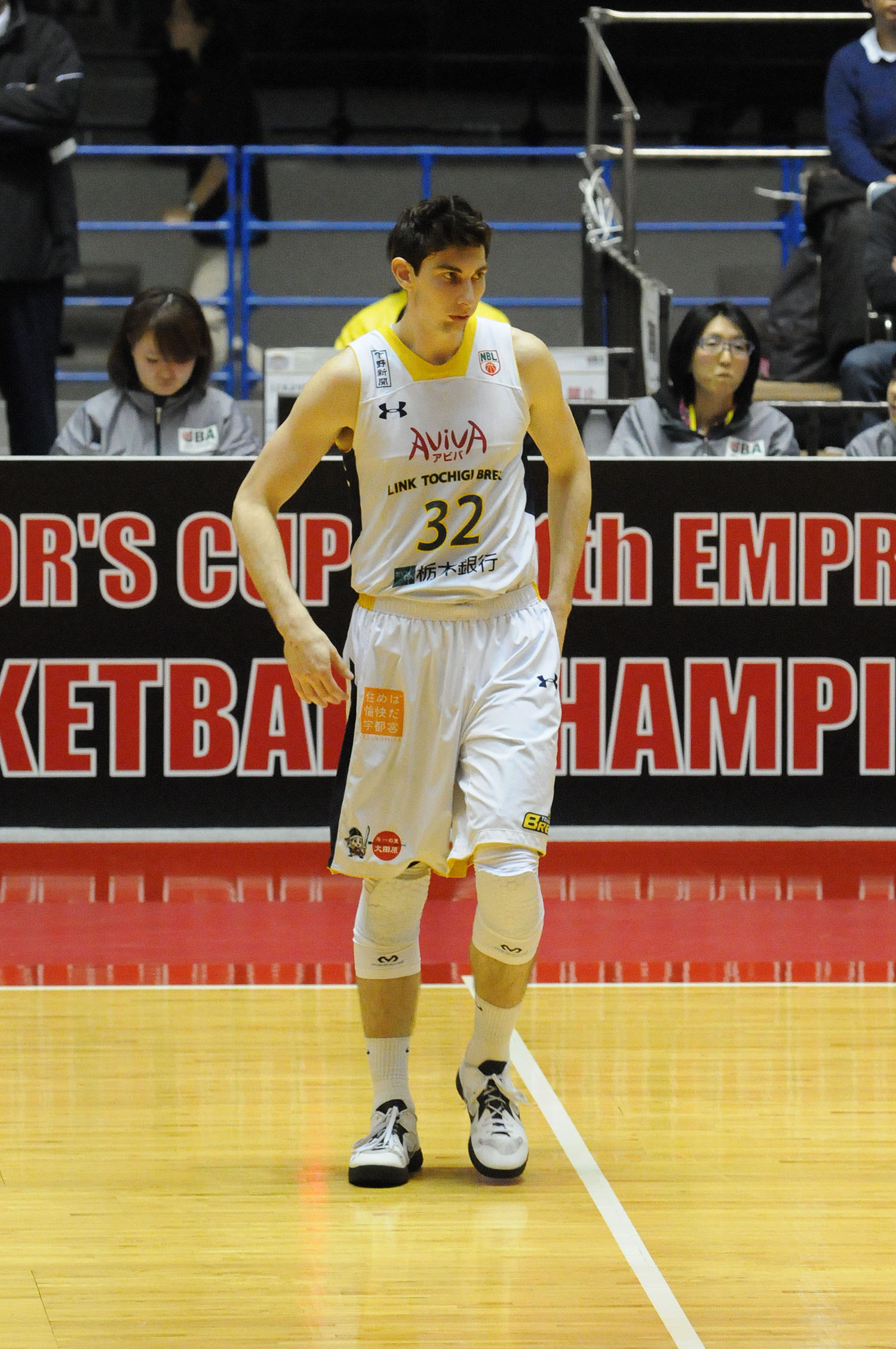
Ryan Rossiter, giocatore dei Brex dal 2013 al 2021

- Takatoshi Furukawa (2013–2016)
- Makoto Hiejima (2021–presente)
- Shunsuke Itō(2008–2010)
- Takuya Kawamura (2008–2010)
- Kōsuke Takeuchi (2016–presente)
- Yūta Tabuse (2008–presente)
- Daiji Yamada (2011–2013)
- Tadahiro Yanagawa (2007–2010)
- Kai Toews (2020–2022)

Giocatori stranieri
- Alfred Aboya (2010–2011)
- Ousmane Barro (2010–2011)
- Cedric Bozeman (2012–2013)
- Jeff Gibbs (2018–2021)
- Randy Holcomb (2009–2010)
- Chris King (2007–2008)
- Ivan McFarlin (2008–2009)
- Scott Merritt (2009–2010)
- Drew Naymick (2011–2012)
- Olumide Oyedeji (2011–2012)
- Lamar Rice (2007–2008)
- Ryan Rossiter (2013–2021)
- Tyler Smith (2011–2012)

- Nikoloz Tskitishvili (2013–2014)
- Jahmar Thorpe (2010–2011)
- Gavin Edwards (2021–presente)
- Chase Fieler (2019–2020)
- Isaac Fotu (2022–presente)
- Grant Jerrett (2022–presente)
- Julian Mavunga (2021–2022)
- D.J. Newbill (2022–presente)
- L.J. Peak (2020–2021)
- Shavlik Randolph (2017–2019)
- Josh Scott (2020–presente)
- Jawad Williams (2016–2017)

## Allenatori

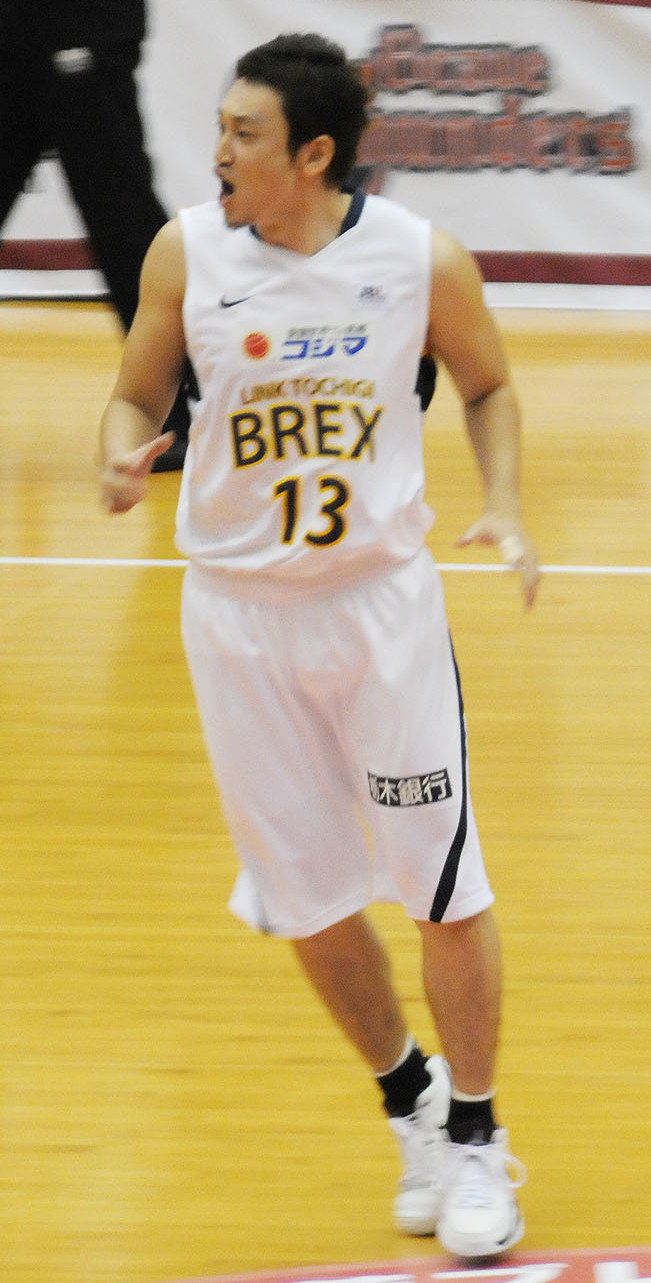
Ryūzō Anzai, giocatore dei Brex dal 2007 al 2013, ed allenatore dal 2017 al 2022

| Nome             | Periodo          | Trofei                                  |
| ---------------- | ---------------- | --------------------------------------- |
| Yoshinori Kaneda | 2007 - 2008      | 1 Japan Basketball League 2 (2007-08)   |
| Mitsuhiko Katou  | 2008             |                                         |
| Thomas Wisman    | 2008 - 2010      | 1 Japan Basketball League (2009-10)     |
| Bruce Palmer     | 2010             |                                         |
| Jason Rabedeaux  | 2010             |                                         |
| Bruce Palmer     | 2010 - 2012      |                                         |
| Kazuto Aono      | 2012             |                                         |
| Antanas Sireika  | 2012 - 2014      |                                         |
| Thomas Wisman    | 2014 - 2017      | 1 B.League (2016-17)                    |
| Kenji Hasegawa   | 2017             |                                         |
| Ryūzō Anzai      | 2017 - 2022      | 1 B.League (2021-22)                    |
| Yoshihiro Sasa   | 2022 - 2024      |                                         |
| Kevin Braswell   | 2024 - 2025      |                                         |
| Zico Coronel     | 2025 - in carica | 1 B.League (2024-25), 1 BCL Asia (2025) |